# Piea
Piea là một đô thị ở tỉnh Asti vùng Piedmont thuộc Ý, nằm ở vị trí cách khoảng 30 km về phía đông của Torino và khoảng 20 km về phía tây bắc của Asti. Tại thời điểm ngày 31 tháng 12 năm 2004, đô thị này có dân số 592 người và diện tích là 8,9 km².
Piea giáp các đô thị: Cortanze, Cunico, Montafia, Piovà Massaia, Soglio và Viale.